# Episodi di Squadra Speciale Colonia (terza stagione)
La terza  stagione della serie televisiva Squadra speciale Colonia è stata trasmessa tra il 23 febbraio e il 25 maggio 2005 sul canale tedesco ZDF.
| N° | Titolo originale       | Titolo in italiano | Prima TV Germania | Prima TV Italia |
| -- | ---------------------- | ------------------ | ----------------- | --------------- |
| 1  | Gegen die Uhr          |                    | 23 febbraio 2005  |                 |
| 2  | Tod auf der Lula       |                    | 2 marzo 2005      |                 |
| 3  | Blondes Gift           |                    | 16 marzo 2005     |                 |
| 4  | Liebesgrüße aus Bombay |                    | 23 marzo 2005     |                 |
| 5  | Du bist nicht allein   |                    | 30 marzo 2005     |                 |
| 6  | Bewährungsprobe        |                    | 6 aprile 2005     |                 |
| 7  | Wort und Totschlag     |                    | 13 aprile 2005    |                 |
| 8  | Tod auf Kredit         |                    | 20 aprile 2005    |                 |
| 9  | Alles Lüge             |                    | 27 aprile 2005    |                 |
| 10 | Blutiger Buddha        |                    | 4 maggio 2005     |                 |
| 11 | Echte Kerle            |                    | 11 maggio 2005    |                 |
| 12 | Alte Rechnungen        |                    | 18 maggio 2005    |                 |
| 13 | Durch dick und dünn    |                    | 25 maggio 2005    |                 |